# Колатеа-Сан Валентино (Ријети)
Колатеа-Сан Валентино је насеље у Италији у округу Ријети, региону Лацио.
Према процени из 2011. у насељу је живело 108 становника. Насеље се налази на надморској висини од 609 м.